# Sundogs de l'Arizona
Les Sundogs de l'Arizona étaient une franchise de hockey sur glace qui a existé entre 2006 à 2014 et faisait partie de la Ligue centrale de hockey. L'équipe était basée à Prescott Valley dans l'État de l'Arizona aux États-Unis.

## Histoire
L'équipe prend son nom du phénomène de lumière appelé parhélie en décembre 2005
Le 10 juin 2006, l'équipe annonce son affiliation avec l'Avalanche du Colorado de la Ligue nationale de hockey.
Lors de la première saison, l'équipe finit à la seconde place de la division sud-ouest avec 34 victoires pour 28 défaites.